# Дорога в Дженин
Дорога в Дженин — документальный фильм, снятый в 2003 году французским режиссёром Пьером Рехов о боях в Дженине в 2002 году в качестве ответа на спорный документальный фильм «Дженин, Дженин», снятый в июне 2002 года израильским режиссёром арабского происхождения Мохаммедом Бакри.

## Операция «Защитная стена». Бои в Дженине
В рамках операции, Дженин, как и другие города «Западном берегу реки Иордан», был объявлен «закрытой военной зоной» и блокирован Армией обороны Израиля (АОИ) до окончания боевых действий с боевиками террористических организаций, превративших лагерь беженцев в заминированную ловушку для израильских войск.
Это способствовало распространению слухов о якобы совершенной там «бойне», о мирных жителях, « заживо похороненных под руинами своих домов», активно распространяемых официальными лицами «Палестинской национальной администрации» (ПНА), и подхваченных мировыми СМИ и международными правозащитными организациями. Представители ПНА называли цифры в сотни (Бакри в его фильме говорил о 5000
 погибших, «главным образом, мирных жителей» :
- Уже 14 апреля 2002 года "министр информации ПНА Ясир Абд Раббо в обращении к главам государств и парламентов стран мира, обвинил Израиль в массовых захоронениях 900 палестинцев, убитых в Дженине: «Половина убитых были женщины и дети. Целые семьи были уничтожены и сейчас израильские военные пытаются скрыть правду»[7]
- Газетa «Гардиан» сообщала о 700 погибших[8], в своей редакционной статье она писала, что действия Израиля в Дженине «отвратительны в той же мере, что и террористический акт Осамы бин Ладена против США 11 сентября», а влиятельный обозреватель лондонской газеты «Ивнинг Стандард» А. Н. Уилсон (англ.) заявил, что «речь здесь идет о массовом убийстве и о попытке скрыть его, речь идет о геноциде». К этим обвинениям присоединились представители ООН и международные организации по правам человека.[9]
- Вслед за официальными лицами (Саиб Арикат) и СМИ ПНА, на сей раз заявлявшими уже о «500 погибших»[10][11][12], CNN, европейские, и в частности, лондонские издания писали о «сотнях» погибших (на фоне заявлений Армии обороны Израиля о 45—50)[13][14]. В СМИ Европы было отмечено появление карикатур, сравнивающих Дженин с подавлением восстания евреев в Варшавском гетто.[15]
- Публиковались провокационные клипы, изображающие Ариэля Шарона, пьющего арабскую кровь[16]
- Правозащитная организация «Amnesty International» призвала «рассматривать действия Армии обороны Израиля в лагере палестинских беженцев Дженин такими же военными преступлениями, как и те, что были совершены в Косово».[17][18]

На основании данных в СМИ, ООН потребовала от Израиля допустить в Дженин специально созданную комиссию по расследованию, которая позже была отменена как из-за возражений Израиля по её составу, так и вследствие появления реальных данных о количестве погибших с обеих сторон.
30 апреля представитель ПНА Кадура Муса Кадура официально признал, что количество погибших составило 56 человек, таким образом, «фактически признав лживость обвинений» «палестинской пропаганды» (Г. Коган, сми.ру, Ш. Перес) в адрес Израиля. При этом, вместо предыдущих утверждений пропаганды ПНА о «„бойне“ в Дженине», он использовал новое: о «победе палестинского сопротивления».
В ходе боёв в Дженине погибли 23 израильских солдата и 53 жителя Дженина, из них только от 5-ти (АОИ

) до 22-х (HRW) были мирными жителями, остальные — боевиками.
По израильским данным, в Дженине было разрушено до 130 домов («в основном тех, из которых велась стрельба») из общего количества в более, чем 4000 зданий в целом, в городе и 1100 — в лагере беженцев.

## Фильм «Дженин, Дженин» М. Бакри
Фильм М. Бакри состоит из интервью с жителями лагеря беженцев в Дженине (включая сотрудников «президентской» гвардии Арафата «Подразделение 17», участвовавшей в терроре против Израиля, минимум с 1985 года и «Превентивной службы» (англ.) ПНА), отредактированных его создателями.
Согласно словам Бакри, фильм частично финансировался Абедом Рабо, министром информации ПНА, сам Рабо отказался комментировать эту информацию. Фильм вызвал в Израиле резкую критику и ожесточённые споры, включая судебные процессы. Несмотря на то, что Верховный суд Израиля БАГАЦ отменил запрет на показ этого фильма в Израиле, он определил фильм Бакри как «пропагандистскую ложь».

## Фильм «Дорога в Дженин»
В начале своего фильма Пьер Рехов приводит кадры теракта в отеле «Парк» в Нетании в праздничный вечер Песах 27 марта 2002 года, в результате которого погибли 30 человек *большей частью, пенсионеры) и 140 — были ранены
Этот теракт, был одним из последних в волне терактов в предшествующих месяцев (только в марте 2002 года погибло 130 израильтян), совершенных на фоне бездействия ПНА в борьбе с террором против Израиля в противоречие с принятыми ею в рамках Соглашений в Осло 1993 года обязательств, заставивших правительство Израиля провести антитеррористическую операцию «Защитная стена» на «Западном берегу реки Иордан».
В отличие от М.Бакри, П.Рехов приводит в своём фильме кадры из интервью с резервистами, участвовавшими в операции в Дженине, с родными погибших в Дженине израильских солдат, не могущих понять, почему израильское руководство не использовало техническую мощь АОИ в этой операции, что привело к необоснованной, по их мнению, гибели солдат. Многие кадры с документами в руках комментирует доктор Давид Занген, бывший старшим офицером медицинской службы АОИ во время операции, начальник отделения детской эндокринологии в больнице Хадасса в Иерусалиме, один из первых, кто обвинил М. Бакри в искажении того, что в действительности произошло в Дженине, в его фильме. Среди погибших в Дженине солдат-резервистов, трое были коллегами Д. Зангена, и погибли в тот момент, когда пытались помочь раненым солдатам.
В фильме также приводятся
- выступление Шауля Мофаза, тогда — начальника Генштаба Израиля, перед резервистами, в котором он говорит о решении командования (в отличие от других армий) подвергнуть риску жизнь израильских солдат, но максимально избежать жертв среди гражданского населения во время операции[39],
- свидетельства захваченного в плен боевика «Исламского джихада» T. Мардауи, о том, что террористы установили в лагере беженцев от 1000 до 2000 зарядов и мин ловушек размером от бутылки с водой до противотанковых, весом до 113 кг.[3][58][59][60],
- кадры убитых террористов-самоубийц с зарядами на теле и заминированных автомобилей[61],
- свидетельства о размахе пропаганды террора в лагере беженцев — постеры, прославляющие убийц израильтян в Сбарро, Дельфинариуме, Иерусалиме, Тель-авиве…, как в самом лагере[62], так и в вышеупомянутой больнице.[63]
- свидетельства о предупреждении и предложении сдачи в плен / эвакуации для боевиков и жителей домов, из которых велись боевые действия, перед их разрушением[39]

### Палливуд?
Как и М. Бакри, П. Рехов тоже провёл интервью с жителями Дженина.
- В частности — интервью с директором больницы Мустафой Абу Гали, утверждавшем что по его больнице во время операции было выпущено 11 танковых снарядов, в результате чего, по его словам, были уничтожены баллоны с кислородом, водопровод, канализация, палаты для больных и кабинеты врачей: «Вся западная стена (больницы) была разрушена […] Боевые самолёты совершали налеты каждые 3 минуты».
- В своём фильме Бакри не приводит документальных кадров, подтверждающих обвинения Абу Гали, a только смонтированные кадры падающего стекла[64]. В интервью П. Рехову, в доказательство своих слов, Абу Гали смог предъявить только следы осколка на внешней стене здания. П. Рехов также показывает в фильме аэрофотосъёмку района вокруг больницы, сразу после боёв, с неповреждёнными деревьями и домами. П.Рехов также приводит мнение израильского танкиста о том, что бы осталось от больницы, если бы она на самом деле подверглась танковому обстрелу.[39][63][65]
- Абу Гали также утверждал, что АОИ препятствовала доставке раненых в больницу с помощью машин скорой помощи: «Они не хотели, чтобы раненые получили медицинскую помощь». П. Рехов приводит кадры с машин скорой помощи, доставляющих раненых в больницу и израильскими солдатами, помогающими арабским детям и старикам получить эту помощь. Доктор Давид Занген рассказывает, что медицинская помощь оказывалась израильтянами, в том числе, и боевикам ХАМАСа.[65][66][67]
- В интервью П.Рехову Абу Гали повторяет утверждения о том, что медперсонал и пациенты больницы остались без пищи. После этого, П.Рехов приводит документальные кадры, в которых израильтяне предлагают тому же Абу Гали любую необходимую помощь для этой больницы[65][66], и кадры с раздачей продовольствия жителям лагеря.[36][39]
- В обоих фильмах приводится интервью с Али Юсуфом, утверждавшим, что он был ранен израильскими снайперами сначала в руку, а затем — в ногу. В фильме П. Рехова доктор Д. Занген предъявляет документы, в которых зафиксировано, что Юсуф получил рикошетное пулевое ранение в руку, находясь в одном здании с боевиками ХАМАСа во время боя. Ему была оказана первая медицинская помощь, а после того, как выяснилось, что он страдал врождённой сердечной болезнью, Юсуф был отправлен в израильскую больницу в Афуле. Документы этой больницы подтверждают отсутствие у него какого-либо ранения в ногу.[34][68]

В фильме П. Рехова также представлены кадры съёмки похорон палестинца, якобы убитого в Дженине. На плёнке, снятой в апреле 2002 года с помощью беспилотного самолёта АОИ, видно, как после того, как во время траурного шествия «труп» неосторожно роняют, «убитый» встаёт, забирается обратно на носилки, и шествие продолжается.
П. Рехов показывает, как готовятся сюжеты съёмок арабскими и другими СМИ.
- Али Смодди, журналист телевизионной станции в Дженине, заявивший, что «то, что произошло в Дженине — это больше, чем бойня», затем инструктирует своего оператора и интервьюируемых (сцена с родителями ребёнка, родившегося по дороге в больницу), как и что нужно снять и сказать, чтобы подтвердить эту его версию[39][65][71].
- Журналист, снимающий старушку на фоне развалин, указывает куда и как ей положить руку, чтобы выглядеть «печальной и доведенной до отчаяния»[72]

Так рождались сюжеты в СМИ с заголовками о «бойне», подтверждаемыми в том числе, и заявлениями Терье Роед-Ларсен, специального координатора ООН по мирным переговорам на Ближнему востоке, посетившего Дженин 18 апреля, о том, «лагерь был полностью разрушен израильскими войсками, словно в нём произошло землетрясение», а «наличие на улицах неразорвавшихся снарядов и мин-ловушек не может служить оправданием для такого „омерзительного, с моральной точки зрения“, поступка израильских властей».
Впрочем, П. Рехов приводит и другие мнения, в частности Бассема Эйда («Palestinian Human Rights Monitoring Group»), считающего, что СМИ представляли ложные сведения о том, что произошло в Дженине